# 蔡先金
蔡先金（1965年2月—），男，江苏宿迁人，中国先秦文化与文学、高等教育管理学者，聊城大学原校长。现任山东省人民政府外事办公室主任。

## 生平
蔡先金在吉林大学获得历史学博士学位后，入山东大学文史哲研究院古典文献学博士后流动站工作。
2004年1月至2016年11月，济南大学副校长。2016年11月至2019年4月，任聊城大学党委副书记、校长。2019年5月，任山东省人民政府外事办公室主任。2019年9月，任山东省人民对外友好协会会长。

## 出版物
- 蔡先金 (编). . 社会科学文献出版社. 2019年9月. ISBN 9787520151696.
- 赵海丽; 蔡先金 (编). . 齐鲁书社. 2017年6月. ISBN 9787533337711.
- 蔡先金. . 国家哲学社会科学成果文库. 学习出版社. 2017年3月. ISBN 9787514707656.
- 蔡先金. . 山东人民出版社. 2016年5月. ISBN 9787209095976.
- 蔡先金; 宋尚桂; 王希普; 刘福才 (编). . 山东人民出版社. 2015年11月. ISBN 9787209091527.
- 蔡先金. . 齐鲁书社. 2013年6月. ISBN 9787533328078.
- 蔡先金. . 文史哲研究丛刊. 上海古籍出版社. 2013年5月. ISBN 9787532567973.
- 蔡先金. . 山东人民出版社. 2012年10月. ISBN 9787209065443.
- 蔡先金; 宋尚桂; 王希普. . 中国海洋大学出版社. 2012年9月. ISBN 9787567000971.
- 蔡先金. . 济南大学古典文学研究丛书. 齐鲁书社. 2012年5月. ISBN 9787533326081.
- 蔡先金. . 中国海洋大学出版社. 2008年4月. ISBN 9787811251609.
- 蔡先金. . 济南大学古典文学研究丛书. 齐鲁书社. 2006年10月. ISBN 9787533317447.
- 蔡先金; 宋尚桂 (编). . 济南大学古典文学研究丛书. 中国海洋大学出版社. 2006年7月. ISBN 9787810678339.